# Svensk-norska frivilligförbundet
Svensk-norska frivilligförbundet, bildat 1944 och upplöst den 30 maj 1945, hade till syfte att rekrytera en svensk frivilligkår att sätta in i Norge mot tyska trupper i fall att de skulle göra fortsatt motstånd efter att kriget tagit slut.
Minst 600 frivilliga inkallades till Norgebataljonen på Trossnäs utanför Karlstad i april 1945, men de behövde aldrig sättas in i Norge.
Vid förbundets första opinionsmöte pläderade Yngve Larsson i ett tal för en stor och snabb insats av Sveriges krigsmakt:
| ”               | [...]en humanitär aktion i militär form, att sättas i verket i det fall kriget återvänder till Norge, med alla de härjningar och massakrer som följer med nazistisk krigföring. | „ |
| – Yngve Larsson | |   |

Talet publicerades även i Dagens Nyheter: